# Planetaire ring

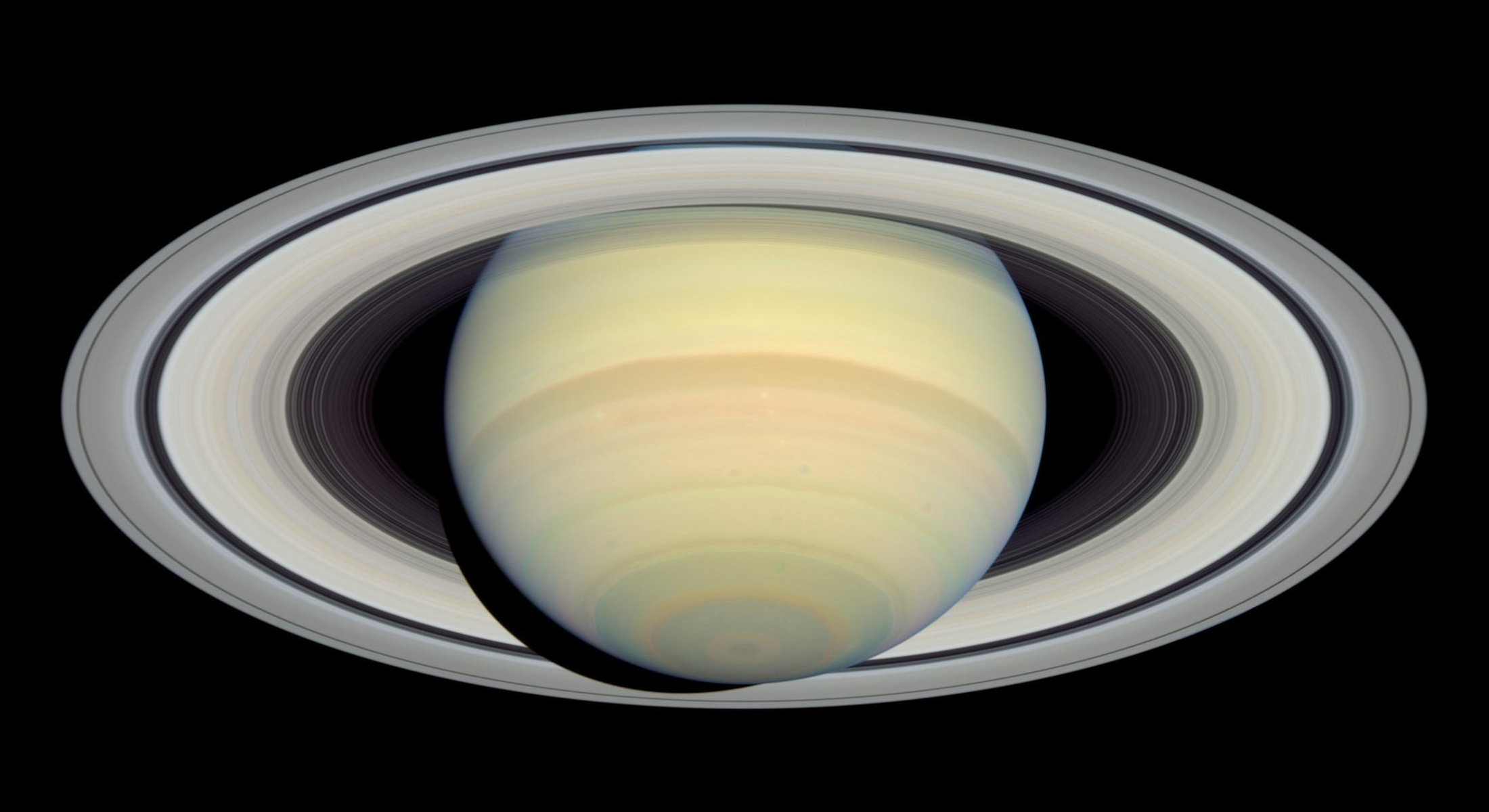
Saturnus en zijn ringen

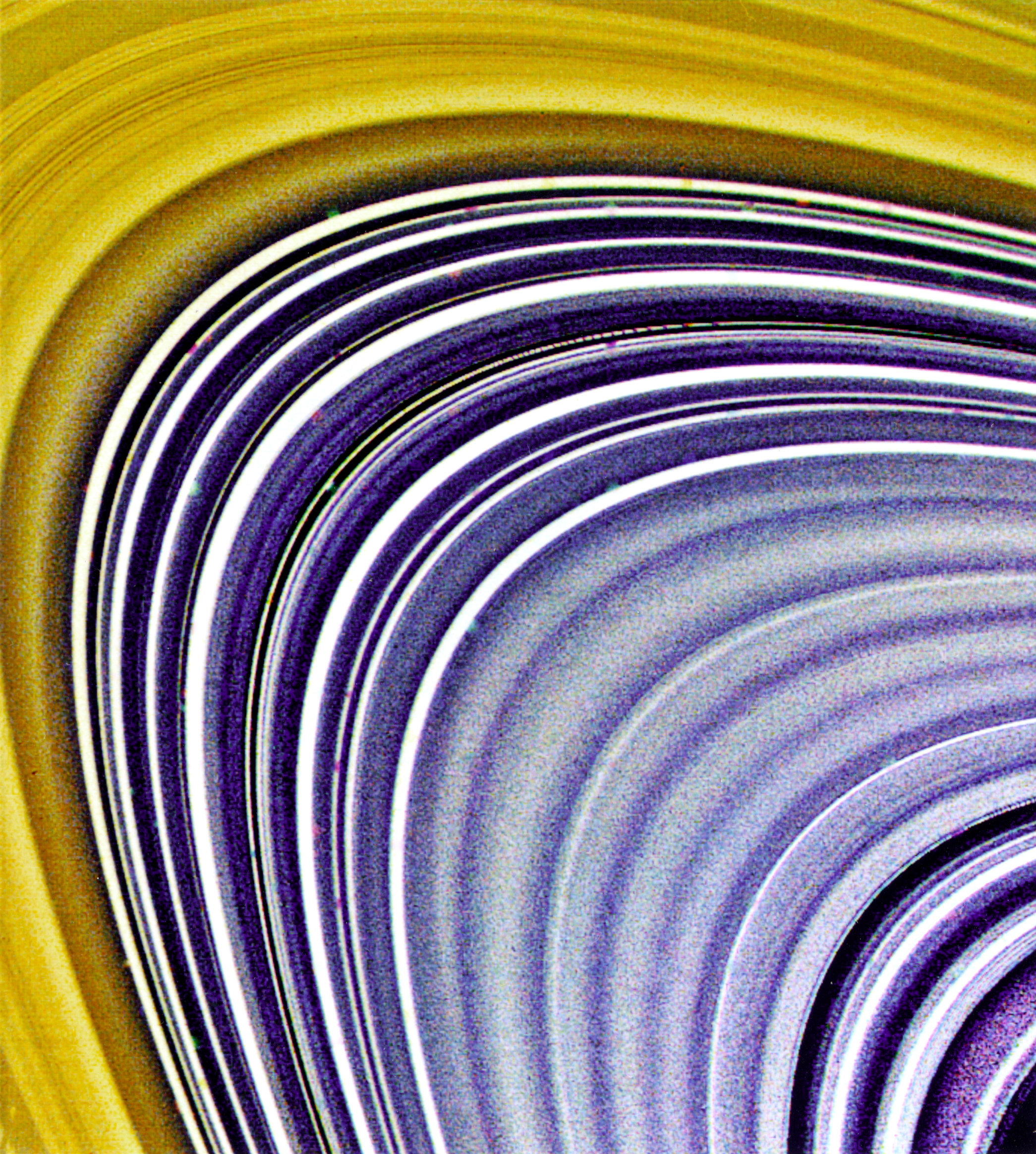
Detailfoto van Saturnus' ringenstelsel gemaakt door de ruimtesonde Voyager 2

Een planetaire ring is een ring die rond een planeet draait, bestaande uit steen- en ijsdeeltjes met een diameter uiteenlopend van minder dan een millimeter tot enkele meters.
Vanouds zijn de ringen van Saturnus bekend, maar recent is gebleken dat alle gasreuzen en ijsreuzen in het zonnestelsel planetaire ringen hebben. Maar hier blijft het niet bij: in 2013 vond men zelfs een planetoïde met ringen; in 2017 een dwergplaneet met ringen, en ook zijn bij exoplaneten al ringen ontdekt. Hemellichamen waarvan bekend is dat zij ringen hebben, zijn:
- Jupiter
- Saturnus
- Uranus
- Neptunus
- Chariklo
- Haumea.
- Quaoar
- 1SWASP J1407b, een exoplaneet met ringen 200x zo groot als bij Saturnus.[1][2][3]

Daarmee staat vast dat deze ringen zeker geen uitzonderlijk verschijnsel zijn.
Meestal zijn planetaire ringen heel dun, zoals de ringen van Jupiter, Uranus en Neptunus, maar soms zijn de ringen wat dikker, zoals bij Saturnus, en zijn ze zo breed dat ze vanaf aarde al met een kleine telescoop te zien zijn. Toch zijn ook deze ringen erg dun, namelijk enkele kilometers per ring.

## Ontdekking van planetaire ringen
De ringstructuur rond Saturnus werd reeds in 1610 door Galileo Galilei ontdekt als twee 'oren' rondom Saturnus, waardoor de planeet eruitzag als een soepkop. In 1655 stelde Christiaan Huygens met de verbeterde telescooptechniek vast dat deze 'oren' eigenlijk een ring rond de planeet waren. Huygens beschreef een dunne platte ring die de planeet nergens raakte. Deze waarnemingen werden bevestigd en later aangevuld door Giovanni Domenico Cassini, die in 1675 de Cassinischeiding ontdekte: de donkere scheiding tussen de A- en de B-ring van Saturnus.

Onder andere door het bezoek van Voyager 1 en Voyager 2 aan Saturnus is het ringenstelsel van Saturnus inmiddels gedetailleerd in kaart gebracht. Het ringenstelsel blijkt te bestaan uit meer dan 100.000 kleine afzonderlijke ringen met smalle, lege afscheidingen ertussen. De dikte van de meeste ringen varieert van enkele meters tot enkele kilometers. De ringen bestaan vooral uit ijsdeeltjes.
Een eerdere ontdekking van Voyager 1 was dat ook Jupiter enkele (dunne) ringen bezit. Het ringenstelsel van Jupiter bestaat eveneens uit verschillende afzonderlijke ringen. De belangrijkste ring heeft een breedte van ongeveer 6500 km en een dikte van minder dan 10 km. Waarschijnlijk is het materiaal in de ringen van Jupiter afkomstig van verschillende maantjes zoals Adrastea en Metis.
De ringen van Uranus zijn vanaf de aarde ontdekt door het bestuderen van passages van Uranus voor heldere sterren en zijn in 1986 voor het eerst van dichtbij bestudeerd door Voyager 2. Ook de relatief donkere ringen van Neptunus zijn vanaf de aarde ontdekt, maar de structuur van het ringenstelsel werd pas duidelijk na het bezoek van Voyager 2 aan Neptunus.

## Vorming van planetaire ringen en de Rochelimiet
De oorsprong van de planetaire ringen is nog onduidelijk. Er zijn drie mechanismen voorgesteld voor de vorming van de ringen: 
1. uit materiaal van de protoplanetaire schijf dat binnen de Rochelimiet van de planeet was en waaruit daarom geen manen gevormd konden worden.
2. uit resten van een maan die vernietigd is door een grote botsing.
3. uit de resten van een maan die uiteengevallen is door getijdenkrachten toen die maan binnen de Rochelimiet van de planeet kwam.

Wetenschappers zijn het er niet over eens hoe oud de ringen van Saturnus eigenlijk zijn. De ringen bestaan vooral uit ijs, wat in de loop der tijd vervuild zou moeten zijn door meteorietdeeltjes. Als de ringen zo oud zouden zijn als de planeet zelf, zou er veel meer vervuiling moeten zijn dan te zien is. Maar de meest logische verklaringen voor de ringen nemen juist weer wel heel oude ringen aan. Een nieuwe theorie beschrijft hoe oude ijsmanen de ringen gevormd zouden kunnen hebben. Deze theorie gaat uit van een veel zwaardere initiële ring, waardoor de ringen wel heel oud zouden kunnen zijn. Een ring met veel meer ijs kan vervuiling namelijk over een groter oppervlak verspreiden en wordt zo relatief minder snel vervuild.
Een theorie voor het ontstaan van andere ringen, zoals die van Jupiter, gaat uit van een inslag met een planetoïde. Dit grote stuk steen sloeg in op de planeet en deed dan zoveel stof opwaaien, dat dit stof in de ruimte een baan om de planeet ging volgen. Na verloop van tijd vormde hieruit een ringensysteem.
Sinds begin 2023 staat de theorie rond de Rochelimiet onder druk. Die theorie behelst dat er een limiet is aan de diameter van ringsystemen. Buiten de Rochelimiet zou een ring door getijdekrachten instabiel zijn en uit elkaar vallen; de stukken zouden dan geleidelijk samenklonteren en zouden een maantje vormen. Maar in februari 2023 werd werd een onderzoek gepubliceerd over de ring van de planetoïde Quaoar die verder van Quaoar staat dan volgens de Rochelimiet mogelijk is, nl.op 4000 km afstand waar de limiet ca. 1800 km zou zijn. De kwestie is niet triviaal: astronomen wijzen erop dat begrip over het samenklonteren - of het niet-klonteren - van brokstukken en deeltjes in het heelal de sleutel is tot het begrijpen van het proces van planeetvorming en dus van het begin van het zonnestelsel.

## Dynamiek van planetaire ringen
Ringen van planeten zijn allesbehalve statisch. Continu verliest een ring kleine stof- of ijsdeeltjes. In het geval van Saturnus is het mogelijk, dat de ringen al meer dan de helft van hun gewicht zijn verloren sinds hun ontstaan. Dat dit niet meer is, kan worden toegeschreven aan de ijsmaan Enceladus die de ringen van ijs voorziet. De NASA-ruimtesonde Cassini heeft in 2005 een waterspuwende vulkaan ontdekt op deze maan. Het water dat uitgestoten werd, veranderde snel in ijs en voedde zo een van Saturnus' ringen.
In het geval van Jupiter wordt ook gedacht, dat de ringen gevoed worden door manen. Maar hier is het een samenspel tussen de manen en inslagen van kleine meteorieten. De theorie is dat elke inslag een klein beetje stof de ruimte in lanceert, wat zich dan bij de ringen kan voegen. Zo wordt de verdunning van de ringen afgeremd.